# أويا-غونثالو
بلدية أويا-غونثالو (بالإسبانية: Hoya-Gonzalo) هي بلدية تقع في مقاطعة البسيط التابعة لمنطقة كاستيا لا مانتشا وسط إسبانيا.

## الديموغرافيا
بلغ عدد سكان بلدية أويا-غونثالو 752 نسمة عام 2011 (وفقاً للمعهد الوطني الإسباني للإحصاء).
| 770 | 762 | 768 | 833 | 787 | 741 | 752 |